# Bolko Ier de Świdnica
Pour les articles homonymes, voir Bolko Ier, Boleslas et Boleslas Ier.
Bolko Ier le Sévère (ou Boleslas Ier le Sévère, en polonais Bolko I Surowy ou Bolesław I Surowy), de la dynastie des Piasts, est né entre 1252 et 1256, et décédé le 9 novembre 1301. Il est le second fils de Boleslas II le Chauve, le duc de Legnica, et d’Edwige d'Anhalt (pl).
Il a été duc de Jawor (à partir de 1278), duc de Lwówek (1278-1281, et à partir de 1285), duc de Świdnica (à partir de 1291) et protecteur du duché de Wrocław et Legnica (à partir de 1296).

## Duc de Jawor et Lwówek
On ne sait pas grand-chose de ses premières années. Il est trop jeune pour participer aux aventures politiques de Boleslas II le Chauve. On suppose qu’il a sans doute pris part à la bataille de Stolcem en 1277, aux côtés de son père et de son frère Henri V le Gros.
Après le décès de son père le 25 décembre 1278, Bolko et son jeune frère Bernard l’Adroit reçoivent le duché de Jawor alors que leur frère aîné Henri V le Gros s’approprie Legnica. La bonne entente des ducs de Jawor a duré un peu plus de 2 ans. En 1281, ils se partagent le duché, Bolko garde la région de Jawor, Bernard recevant la région de Lwówek Śląski. La première tâche que s’efforce d’accomplir Bolko, c’est de soustraire son petit territoire à l’appétit du puissant duc de Wrocław Henri IV le Juste. Dans ce but, le 19 avril 1279, il s’allie au margrave du Brandebourg Othon V, de la dynastie des Ascaniens, dont il épousera la fille Béatrice le 4 octobre 1284 à Berlin. Cette alliance oblige Bolko à s’engager militairement. En 1280, en compagnie du margrave du Brandebourg, il attaque le duché de Wrocław. L’année suivante, toujours avec ce même allié, il attaque Prague. 
En 1285, son frère Bernard décède sans avoir eu de fils. Bolko Ier hérite de son territoire et la superficie de son duché double. Dans les années qui suivent, Bolko s’efforce d’éviter un conflit avec Henri IV le Juste, de plus en plus puissant. À cette fin, il se rapproche de Venceslas II de Bohême.

## Duc de Świdnica
Après la mort d’Henri IV le Juste le 23 juin 1290, Henri V le Gros s’empare du trône de Wrocław qui devait revenir à Henri III de Głogów. Un conflit s’ouvre entre les deux hommes. Bolko ne consent à soutenir militairement son frère qu’en échange de Świdnica, Ząbkowice Śląskie, Ziębice et Strzelin. Par la suite, pour sécuriser son duché, Bolko mène une politique intensive de fortification, en construisant notamment des châteaux à Wleń, Świdnica, Strzegom et Kamienna Góra).
Tout semble bien se passer jusqu’au moment où Bolko veut prendre le contrôle des châteaux de Nysa et Otmuchów qu’Henri IV le Juste avait donné à l’évêché de Wrocław. En représailles, en 1294, l’évêque excommunie Bolko et frappe son duché d’interdit. Bolko n’a pas d’autre choix que de restituer ces châteaux. En 1295, Venceslas II attaque Bolko. Les fortifications bâties par Bolko se montrent efficaces et arrêtent l’invasion. Parallèlement, Bolko se montre un habile politicien et place son duché sous la protection du pape Boniface VIII, ce qui oblige Venceslas à négocier. Les deux hommes se réconcilient et un traité de paix est finalement signé au début 1297. Le 2 juin, Bolko est invité à Prague pour assister au couronnement de Venceslas.

## Protecteur du duché de Wrocław et Legnica
Henri V le Gros décède au début de l’année 1296, laissant trois jeunes fils. Profitant de la situation, Bolko devient leur protecteur en échange de la place forte de Sobótka. La prise du pouvoir dans le duché de son frère défunt ne se fait pas sans mal. Il doit écraser l’opposition des puissants de Wrocław qui craignaient la sévérité dont il faisait preuve. Cela conduit très vite à une guerre avec Henri III de Głogów qui veut profiter des difficultés du duc de Jawor. Bolko repousse l’offensive et s’empare de Chojnów et de Bolesławiec. La guerre se termine en mars 1297, à la suite de la médiation de Venceslas II. Bolko Ier de Jawor abandonne les deux villes conquises.
Au cours des dernières années de son règne, Bolko se consacre à renforcer sa position de duc le plus puissant de Silésie. Le 21 mars 1299, il renouvelle son hommage de vassalité au pape. 

## Décès et descendance
Bolko Ier le Sévère décède inopinément le 9 novembre 1301. Il laisse trois fils et quatre filles survivants: 
- Bernard de Świdnica,
- Henri de Jawor
- Bolko II de Ziębice
- Judith (née vers 1285/1287 morte 15 septembre 1320) épouse en 1299 Étienne Ier de Bavière
- Béatrice (née vers 1290 morte le 25 août 1322) épouse vers 1308/1311 Louis IV de Bavière
- Anna (née vers 1301/1302 morte 1332/1334) abbesse de Sainte-Claire de Strehen
- Catherine morte vers 1308

Le margrave du Brandebourg Hermann Ier, le beau-frère de Bolko, devient leur protecteur tandis qu'Henri de Wierzbno devient le protecteur du duché de Wrocław et Legnica.